# 224-1-431.85
224-1-431.85 — типовий проєкт чотириповерхової цегляної школи на 44 кляси (1668–1728 учнів). Розроблений у 1985 ЦНДІЕП навчальних будівель (Москва). Школи за проєктом збудовані в Україні, Росії й Естонії.
Схожий за пляном триповерховий великопанельний проєкт має номер 222-1-437.85.

## Опис
Ж-подібна в пляні будівля з габаритними розмірами в осях 51×67,5 м. Середня частина довгої фасади має 4 кроки по 6 м. Головний вхід на одній довгій фасаді посередині. Кутові крила виведені на 2 м від довгої фасади, мають крок довжиною 9 м у 3 вікна і глуху стіну довжиною 7,2 м в осях; з торця крок 8 м і 3 вікна. Центральні крила довші, мають 10,5 м, 3 вікна і 15 м, 4 вікна; на торцях глухі. Між крилами утворюється 4 невеликі курдонери по 2 вікна шириною. Актова зала посередині центрального об'єму має верхнє світло.

## Світлини

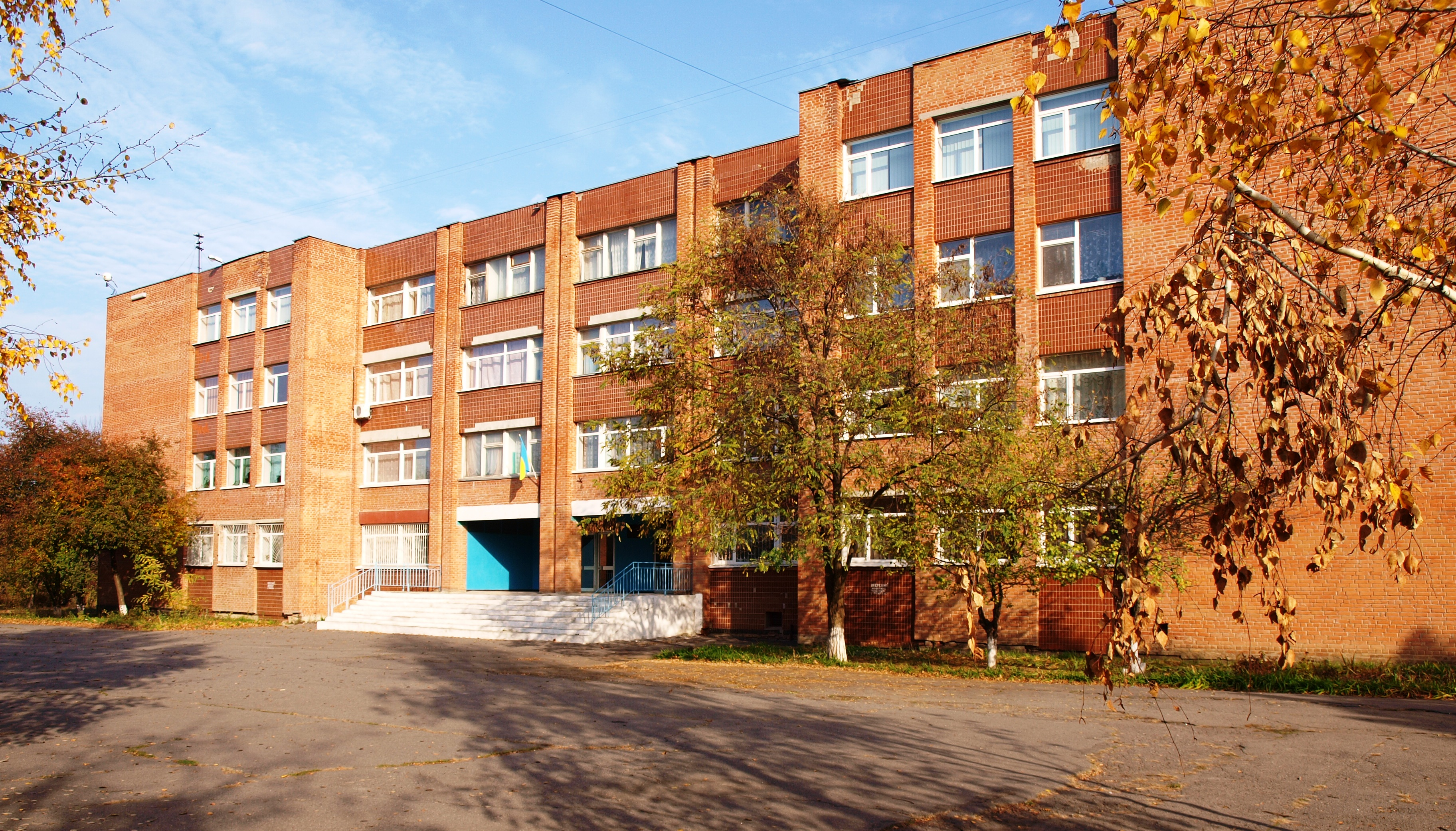
Полтава, школа № 34, 1988
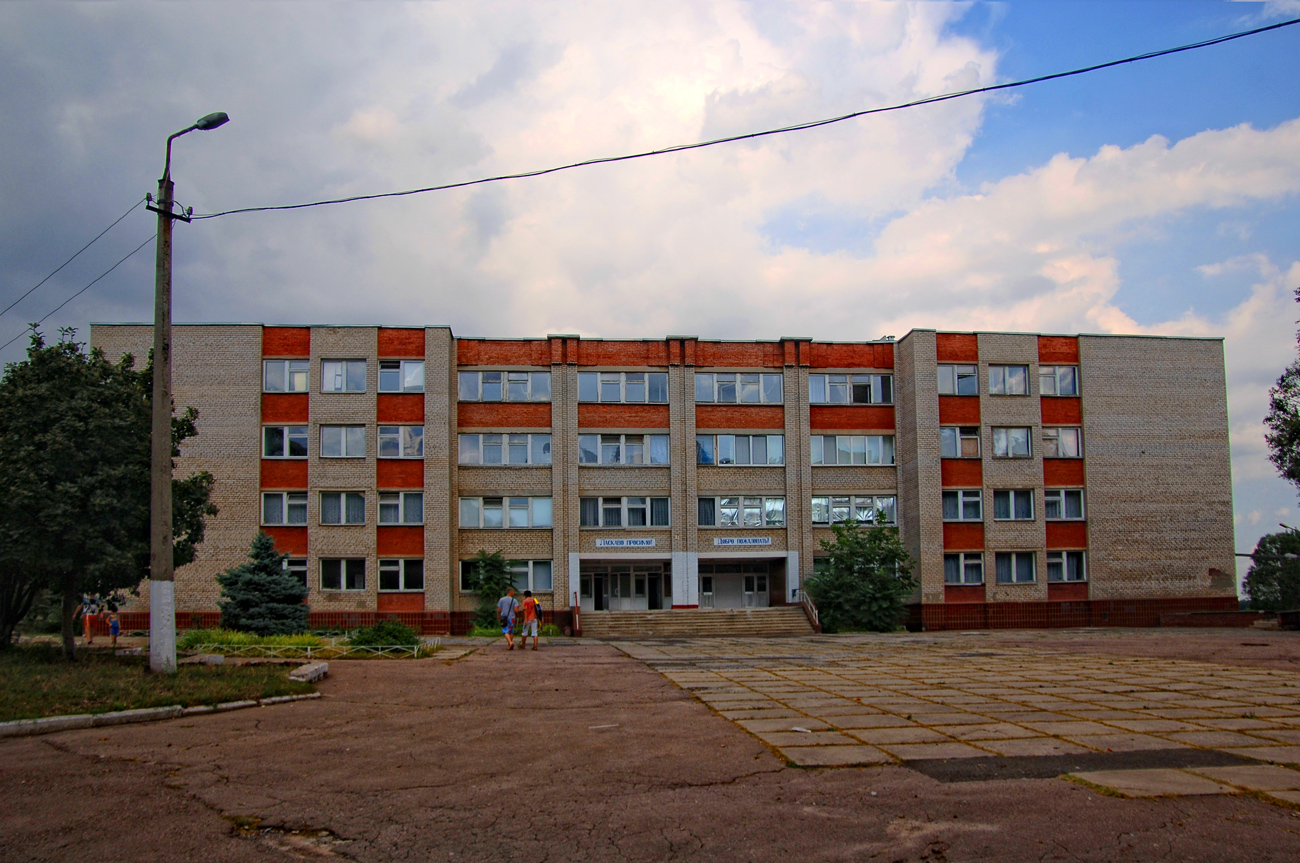
Донецьк, Текстильник, школа № 30, 1988
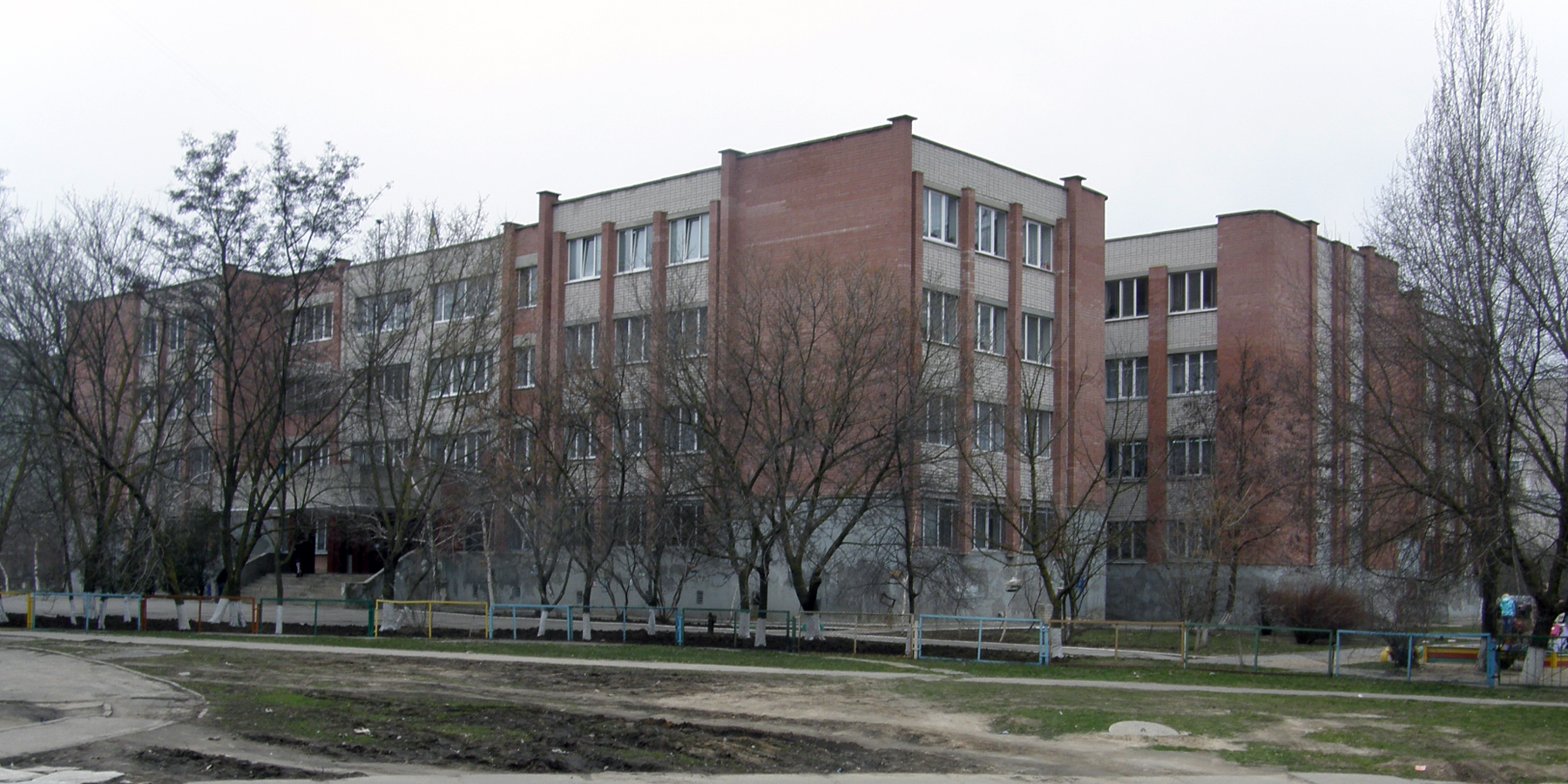
Херсон, Таврійський масив, школа № 56, 1990
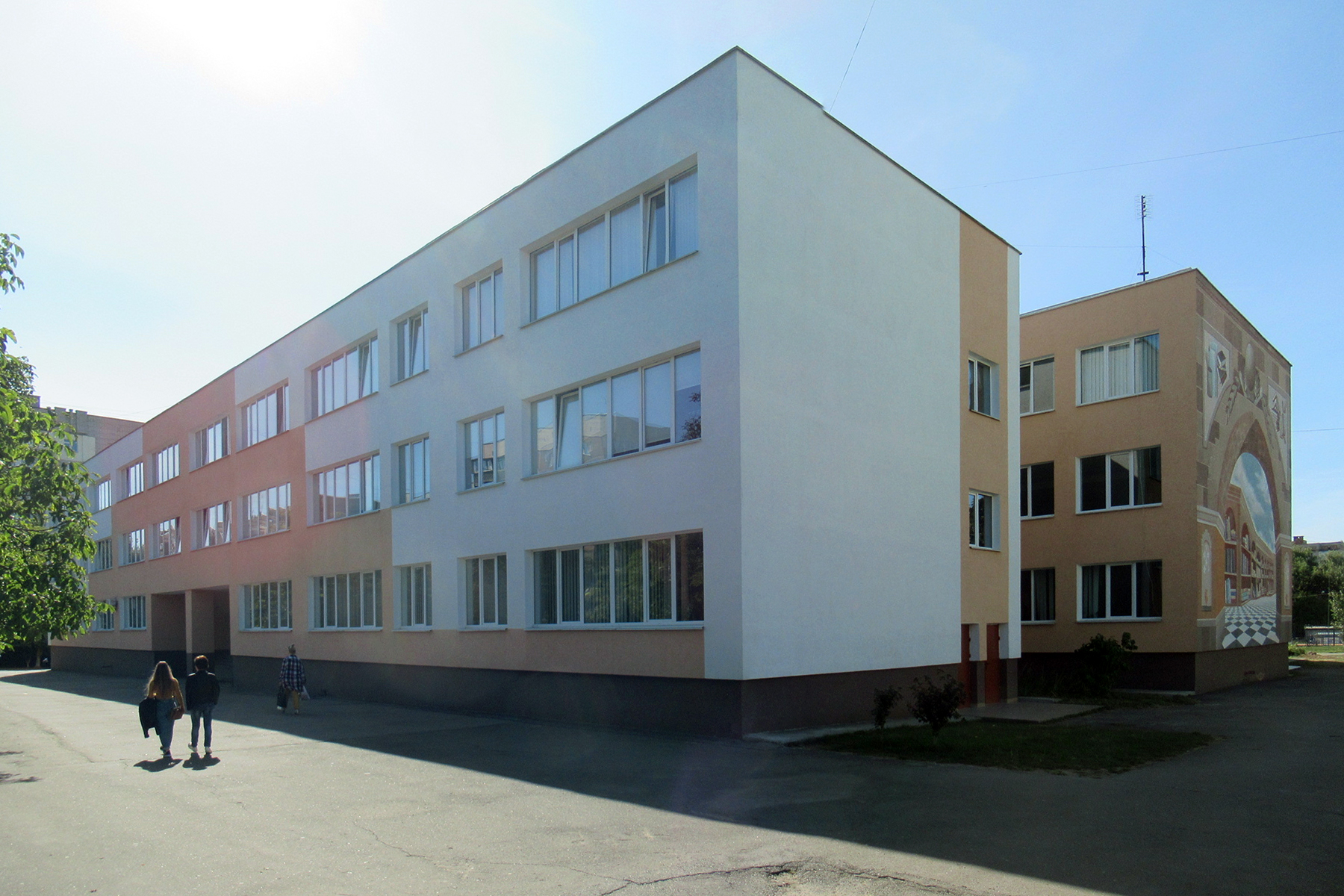
Вінниця, Вишенька, ліцей № 34, 1990, після утеплення
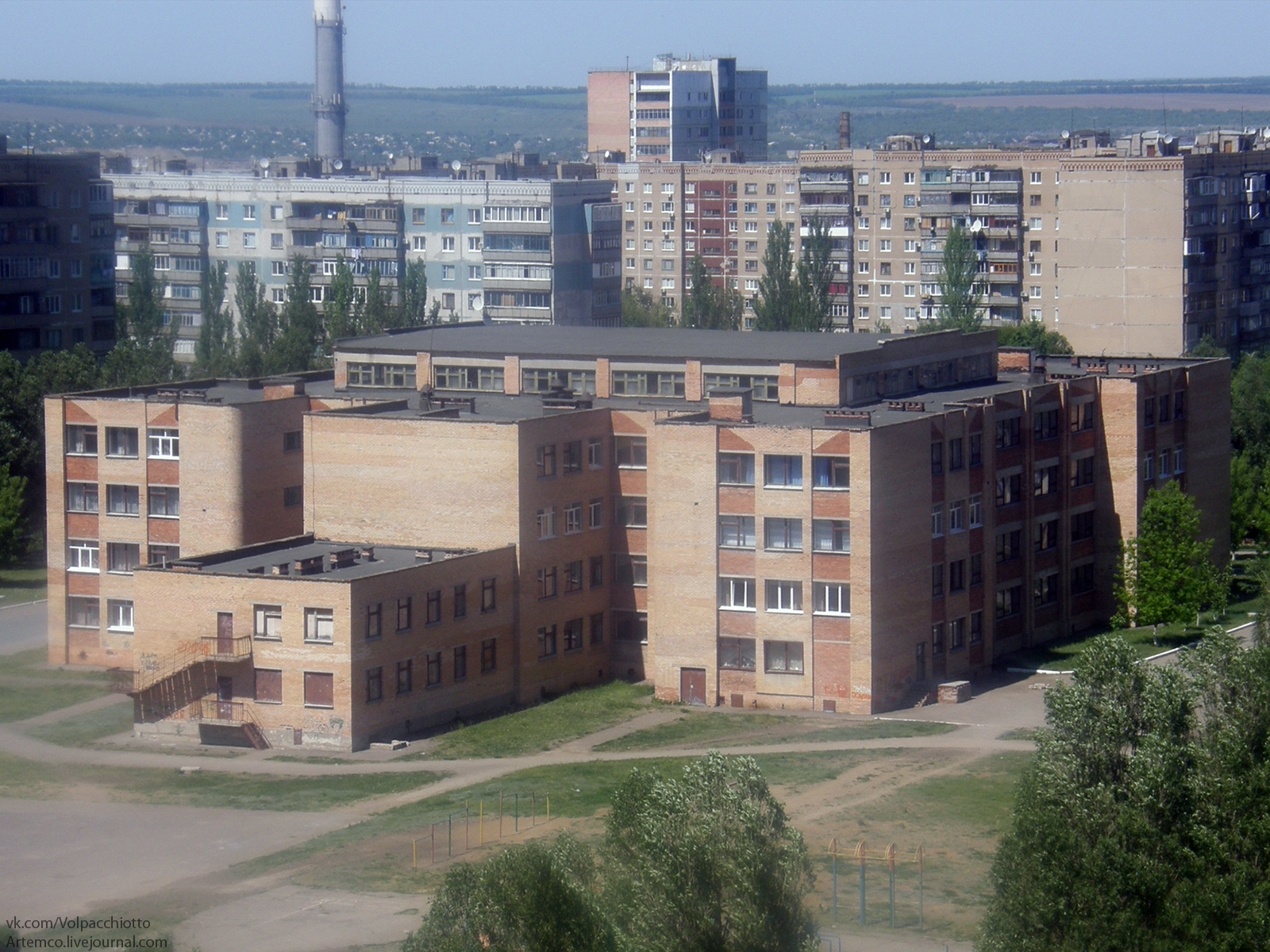
Краматорськ, Лазурний, школа № 16, 1991, до утеплення
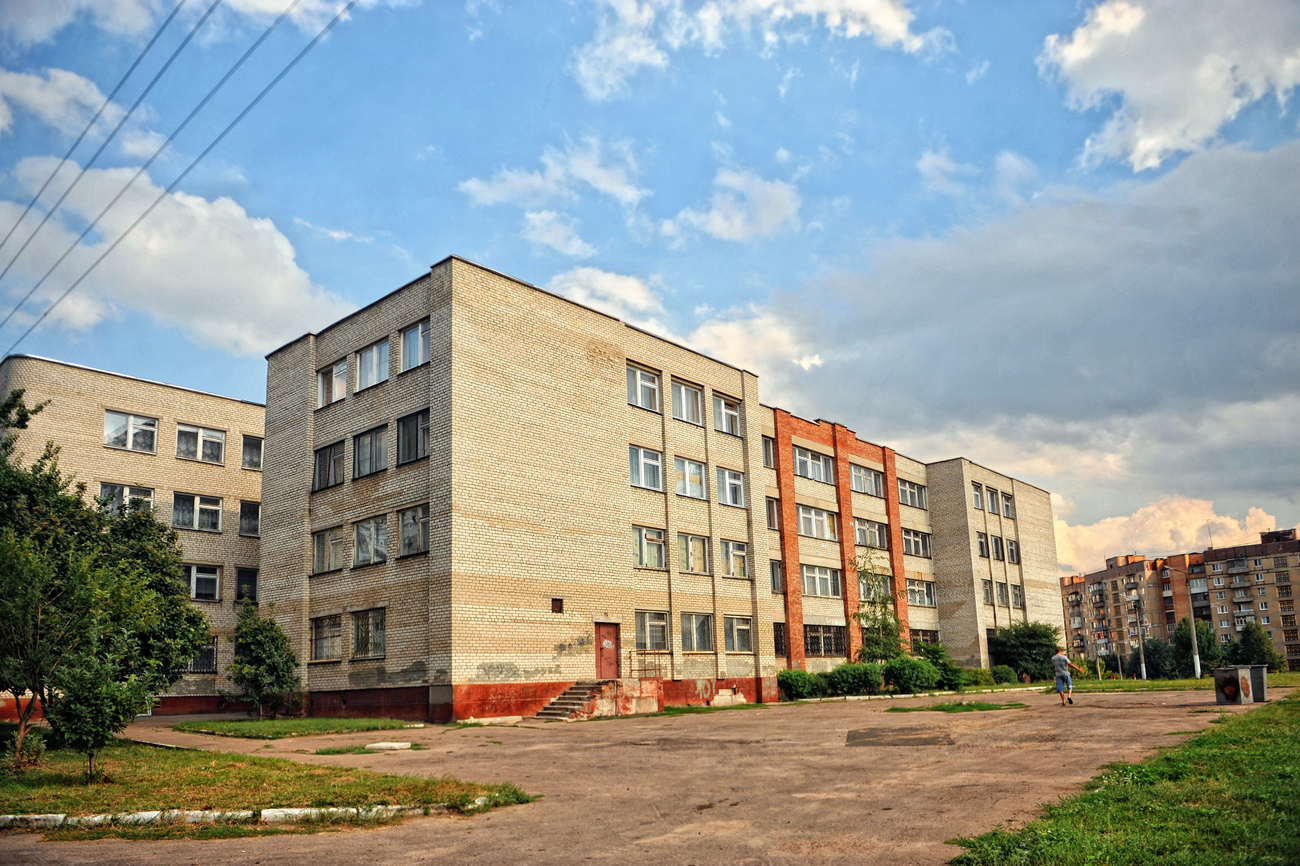
Донецьк, Текстильник, школа № 112, 1992
Павлоград, школа № 20, 1992
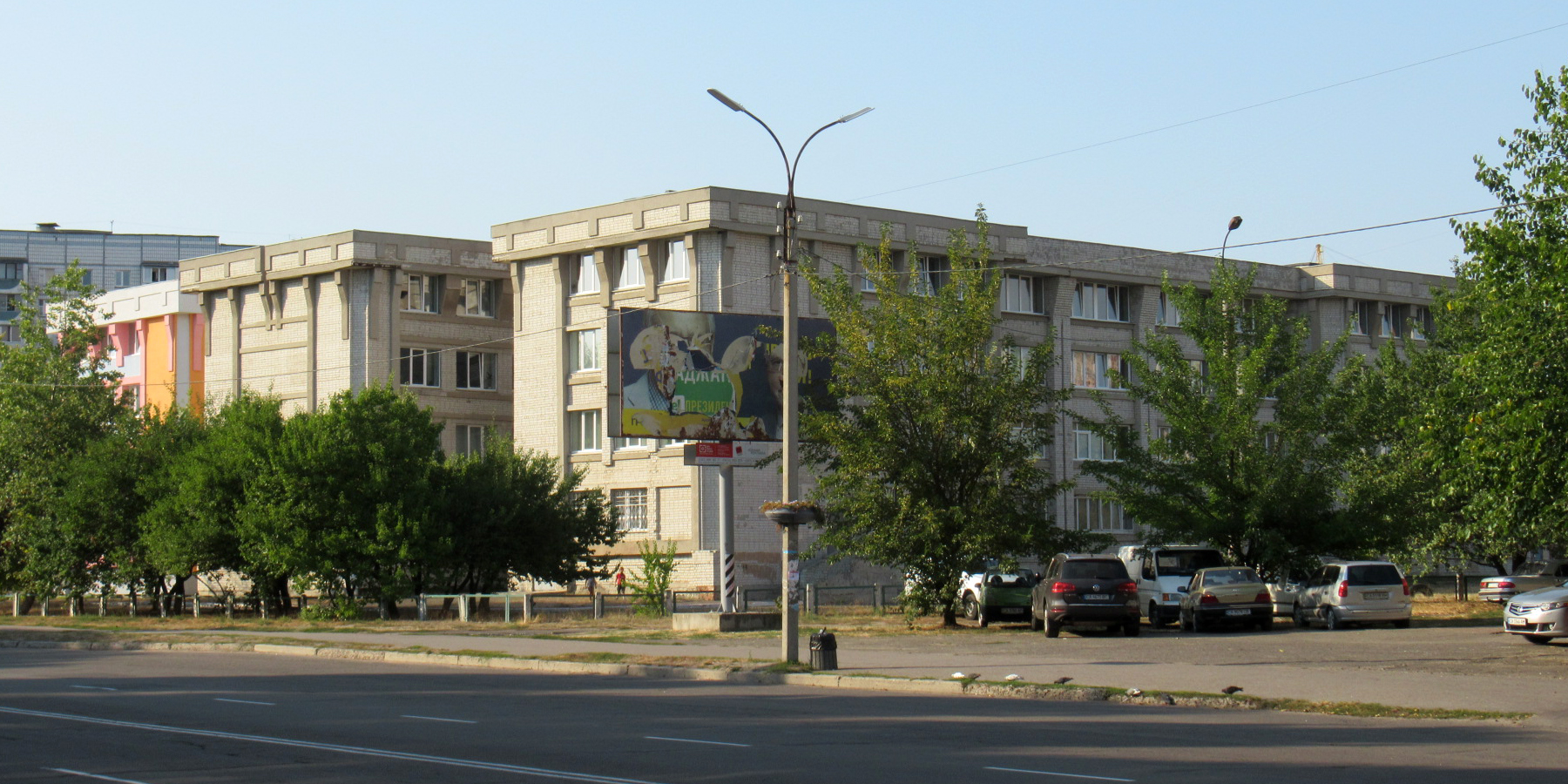
Черкаси, Митниця, школа № 34, 1992
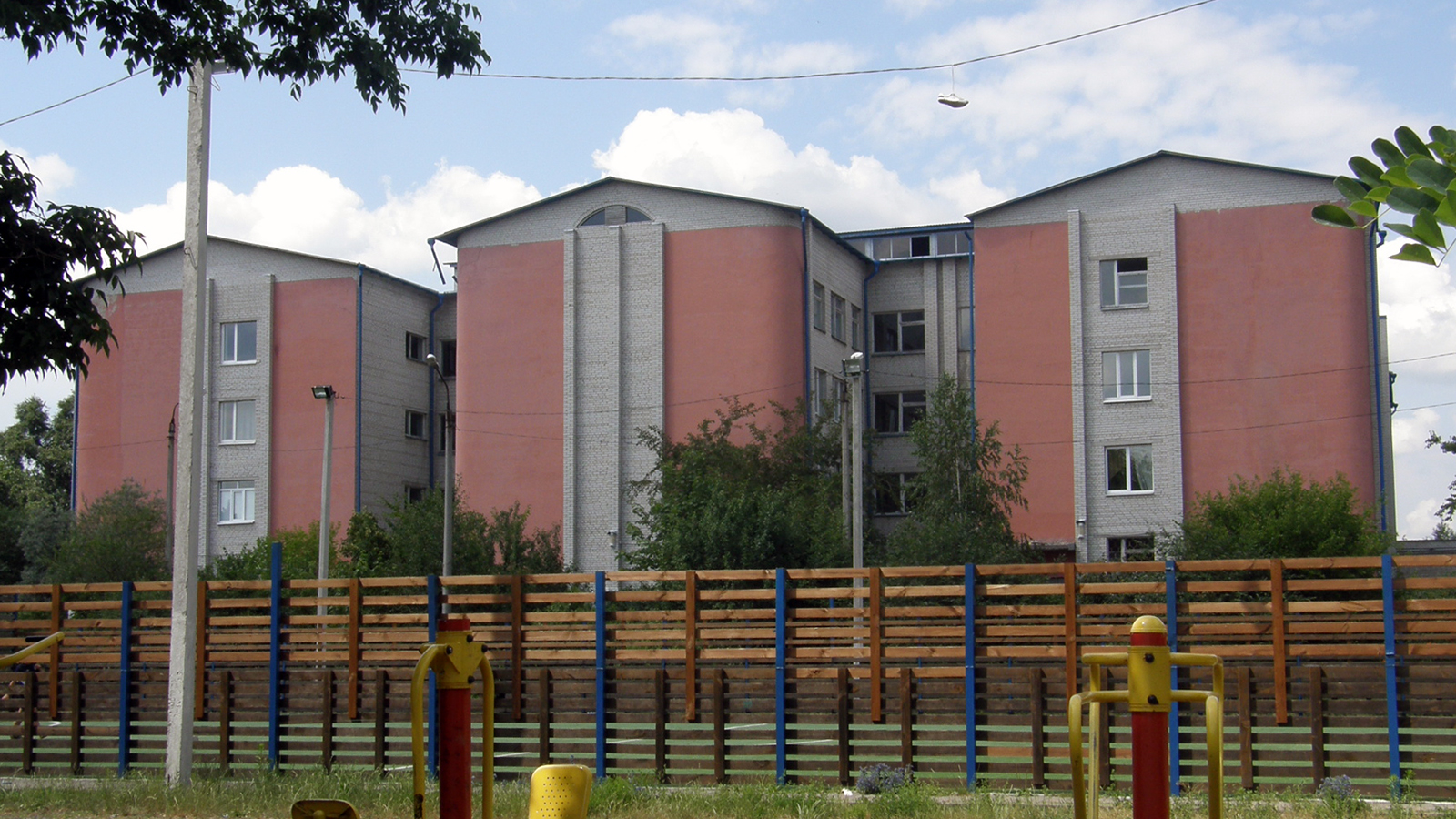
Ірпінь, школа № 12, 1994
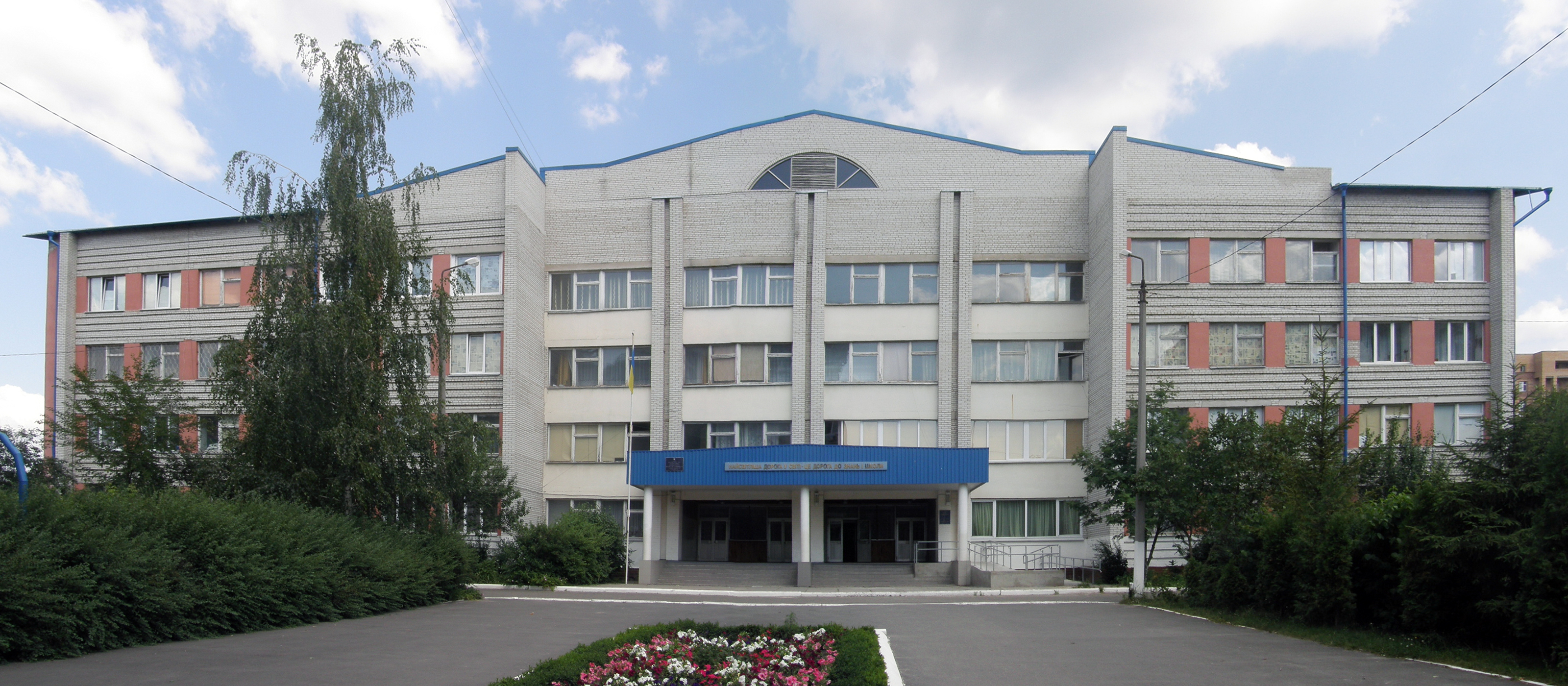
Ірпінь, школа № 12, 1994
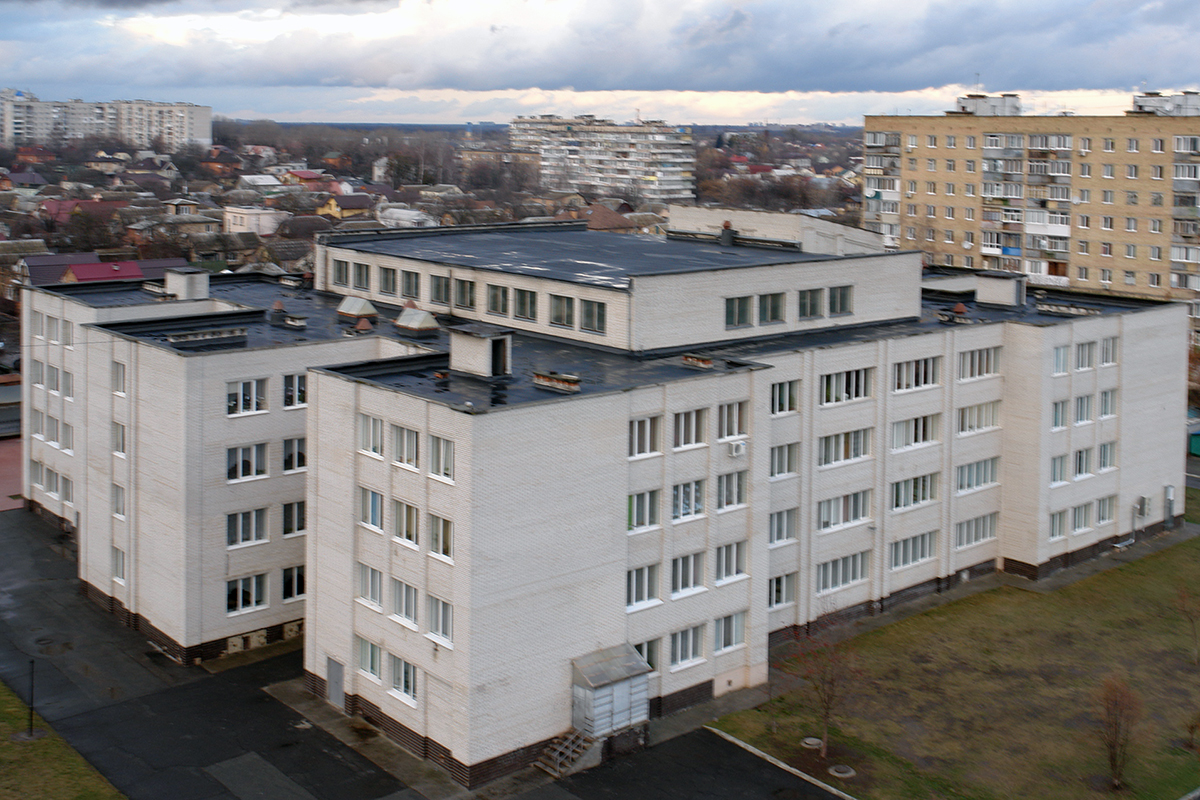
Боярка, ліцей «Гармонія»
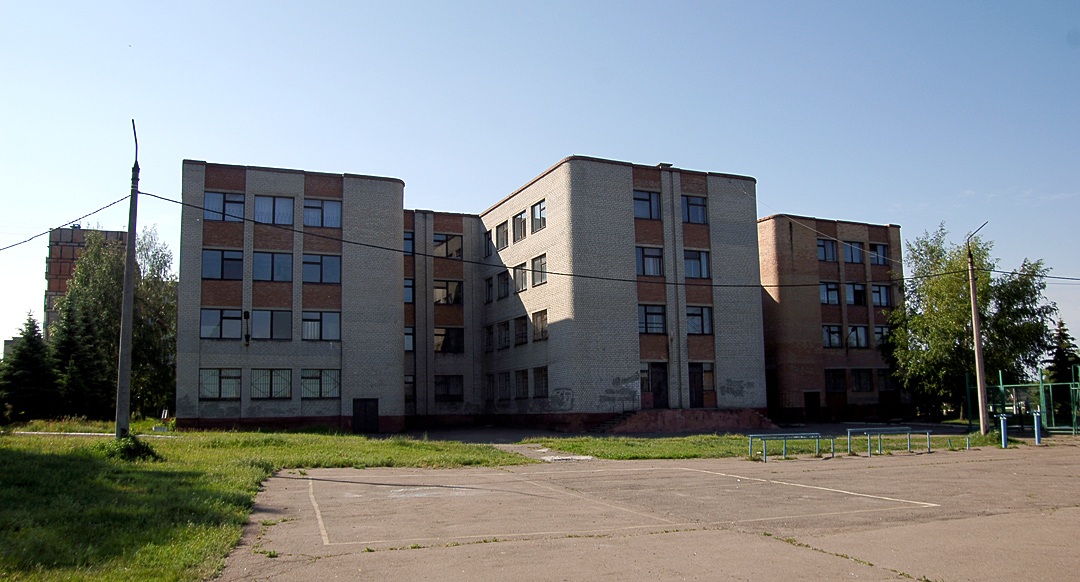
Макіївка, школа № 49
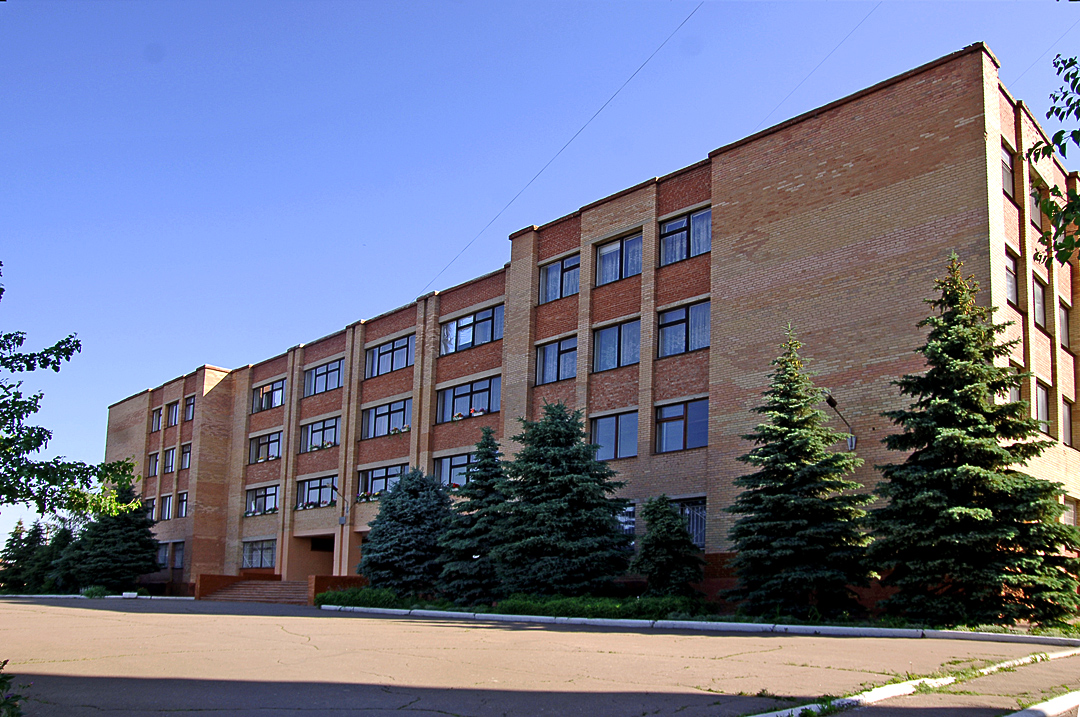
Макіївка, школа № 49
новий корпус Уманського педагогічного університету